# Brazo de Oro
Jesús Alvarado Nieves (Ciudad de México, 7 de octubre de 1959-Ciudad de México, 28 de abril de 2017) fue un luchador profesional mexicano que trabajó bajo el nombre en el ring Brazo de Oro. Formó parte de la familia Alvarado, hijo de Shadito Cruz y hermano de Brazo de Plata, El Brazo, Brazo Cibernético, Super Brazo y Brazo de Platino. Su hijo Felipe de Jesús Alvarado Mendoza actualmente trabaja como La Máscara del Consejo Mundial de Lucha Libre. Sus sobrinos, Máximo Sexy y Psycho Clown son luchadores destacados de CMLL y Lucha Libre AAA Worldwide respectivamente.
Alvarado hizo su debut en 1975 y durante más de una década luchó bajo una máscara, hasta que él y sus hermanos Brazo de Plata y El Brazo perdieron una Lucha de Apuestas ante Los Villanos en 1988 y se vieron obligados a desenmascararse. A lo largo de los años ha hecho equipo con sus hermanos para ganar varios campeonatos como el Campeonato Mundial de Tríos del CMLL, Campeonato Nacional en Parejas, Campeonato Nacional de Tríos, Campeonato en Parejas de las Américas de la NWA, Campeonato Mundial en Parejas de la NWA (versión de Los Ángeles), Campeonato Mundial en Parejas de la UWA, Campeonato Mundial de Tríos de la UWA, Campeonato Mundial en Parejas de la WWA y Campeonato Mundial de Tríos de la WWA. Comenzó a centrarse más en las actividades detrás de escena a principios de la década de 1990, donde trabajó como uno de los bookers del CMLL y se desempeñó como jefe del sindicato de luchadores durante muchos años.

## Primeros años de vida
Jesús Alvarado Nieves nació el 7 de octubre de 1959 en Ciudad de México, México, hijo mayor de Juan Alvarado Ibarra, más conocido como el luchador profesional Shadito Cruz. Mientras crecía, Jesús Alvarado a menudo tuvo que cuidar de sus hermanos menores, especialmente cuando su padre estaba de gira en México, luchando varios días a la semana. En una entrevista de 1991, recordó que no tenía tiempo para jugar con otros niños, ya que estaba cuidando a todos los niños Alvarado mientras su padre y su madre tenían que trabajar para llegar a fin de mes. En un momento dado, comenzó a llevar a sus hermanos menores, Juan y Pepe, a los estadios de lucha libre locales, donde vendían revistas de lucha viejas y trabajaban como acomodadores a cambio de propinas. Jesús Alvarado comenzó a entrenar para una carrera de lucha libre profesional cuando todavía era un adolescente, a pesar de las dudas de su padre. El promotor y entrenador local Felipe Ham Lee comenzó a entrenar a Alavardo y ayudó a convencer a su padre para que dejara a su hijo mayor entrenar para una carrera de lucha libre. Cuando su hijo estaba listo para hacer su debut en el ring, Shadito Cruz le permitió usar uno de sus viejos nombres en el ring, «El Hombre de Brazo de Oro», basado en una película del mismo nombre protagonizada por Frank Sinatra, pero el joven Alvarado pronto lo acortó a simplemente «Brazo de Oro».

## Carrera en la lucha libre profesional
Alvarado hizo su debut como «Brazo de Oro», un luchador enmascarado que trabajó principalmente en acción en equipo con su hermano, que trabajaba bajo el nombre de Brazo de Plata, y en acción de tríos con otro hermano conocido simplemente como El Brazo. Los Brazos, como se les conocía, lucharon por todo México e hicieron apariciones para NWA Hollywood Wrestling con sede en Los Ángeles. Mientras trabajaban para NWA Hollywood, Oro y Plata ganaron el Campeonato en Parejas de las Américas de NWA ante Chino Chou y Kiss el 7 de noviembre de 1981. Los hermanos también fueron los últimos poseedores de la versión de Los Ángeles del Campeonato Mundial en Parejas de la NWA en 1982.

### Perdiendo las máscaras
A lo largo de los años, Brazo de Oro y sus hermanos compitieron en un gran número de Luchas de Apuestas donde pusieron sus máscaras o cabellera en juego contra sus oponentes. La lucha de apuestas más famosa de Los Brazos ocurrió el 21 de octubre de 1988, cuando Plata, Oro y El Brazo pusieron sus máscaras en juego en un combate contra otra conocida familia de lucha libre, Los Villanos, en este caso Villano I, Villano IV y Villano V. El combate fue la culminación de un largo feudo entre las dos familias y vio a los seis luchadores sangrar profusamente durante el combate. Al final Los Villanos ganaron el combate obligando a los tres Brazos a desenmascararse y revelar sus nombres reales, como es tradición en este tipo de combates. A pesar de perder sus máscaras, Los Brazos siguieron teniendo éxito en el ring ganando varios títulos en parejas y tríos como el 
Campeonato Mundial en Parejas de la UWA, el Campeonato Mundial de Tríos de la UWA, el Campeonato Mundial en Parejas de la WWA y el Campeonato Mundial de Tríos de la WWA.
Para la década de 1990, Los Brazos trabajó principalmente para el Consejo Mundial de Lucha Libre (CMLL) donde Oro, Plata y El Brazo ganaron el Campeonato Mundial de Tríos del CMLL a Los Infernales (Pirata Morgan, El Satánico y MS-1) el 6 de abril de 1993. Los Brazos perdieron el título ante Dr. Wagner Jr., Gran Markus Jr. y El Hijo del Gladiador. En la década de 1990, Brazo de Oro se convirtió en el jefe del sindicato de luchadores, y también trabajó como booker para CMLL. A partir de ese momento solo luchó ocasionalmente, en espectáculos más pequeños del CMLL fuera de México. En 2006 anunció su retiro, pero terminó trabajando en fechas y combates selectos hasta 2015, donde tuvo su último combate conocido.

## Vida personal
La familia Alvarado abarca tres generaciones, comenzando con Shadito Cruz, seguido por sus seis hijos que se dedicaron a la lucha libre, así como una tercera generación de Alvarados que siguieron los pasos de sus padres o abuelo. Los hermanos menores de Jesús Alvarado adoptaron una variación del nombre «Brazo» que él había hecho popular, cuando comenzó a luchar como El Brazo, Brazo de Plata, Brazo Cibernético, Brazo de Platino y Súper Brazo. Al menos uno de los hijos de Jesús Alvarado siguió sus pasos cuando su hijo, Felipe de Jesús Alvarado Mendoza, comenzó su carrera de lucha libre bajo el nombre de «Brazo de Oro Jr.». Más tarde cambió su nombre y se hizo más conocido como La Máscara cuando todos los Alvarado de tercera generación, entonces activos, dejaron de usar el nombre «Brazo» y crearon sus propios personajes independientes. En 2013 su hija hizo su debut en el ring bajo el nombre de «Aramís», usando una versión modificada de la máscara de Brazos.

## Muerte
Alvarado fue trasladado de urgencia a un hospital de la Ciudad de México en la madrugada del 28 de abril de 2017, debido a problemas respiratorios. Pocas horas después murió de un ataque cardíaco.

## Campeonatos y logros
- Consejo Mundial de Lucha Libre
  - Campeonato Mundial de Tríos del CMLL (1 vez) – con Brazo de Plata y El Brazo [10]
  - Campeonato Nacional en Parejas (1 vez) – con Brazo de Plata [16][17]
  - Campeonato Nacional de Tríos (2 veces) - con Brazo de Plata y El Brazo  [17][18]

- NWA Hollywood Wrestling
  - NWA Americas Tag Team Championship (1 vez) – con Brazo de Plata [4]
  - NWA World Tag Team Championship (Los Angeles version) (1 vez) – con Brazo de Plata [5]

- Universal Wrestling Association
  - UWA World Tag Team Championship (1 vez) – con Brazo de Plata [6]
  - UWA World Trios Championship (3 veces) - con Brazo de Plata y El Brazo [7]

- World Wrestling Association
  - WWA World Tag Team Championship (1 vez) – con Brazo de Plata [8]
  - WWA World Trios Championship (1 vez) - con Brazo de Plata y El Brazo [9]

- Wrestling Observer Newsletter
  - Wrestling Observer Newsletter Hall of Fame (Clase de 2021) como parte de Los Brazos [19]

- Lucha libre regional mexicana
  - Campeonato de Tríos del Distrito Federal (1 vez) - con Brazo de Plata y El Brazo [20]
  - Campeonato de Peso Welter del Distrito Federal (1 vez) [21]
  - Campeonato Peso Pesado del Distrito Federal (1 vez) [22]
  - Campeonato en Parejas de Puebla (1 vez) - con Brazo de Plata [23]
  - Campeonato de Peso Welter del Estado de México (1 vez) [23]
  - Campeonato de Peso Welter de Naucalpan (1 vez) [23]

### Luchas de Apuestas
| Ganador (apuesta)                                            | Perdedor (apuesta)                                             | Ubicación                        | Evento         | Fecha                   | Notas               |
| ------------------------------------------------------------ | -------------------------------------------------------------- | -------------------------------- | -------------- | ----------------------- | ------------------- |
| Brazo de Oro (máscara)                                       | El Texano (máscara)                                            | Naucalpan, Estado de México      | Evento en vivo | 4 de diciembre de 1977  | [ 15 ] [ 24 ]       |
| Brazo de Oro (cabellera)                                     | Águila Roja (cabellera)                                        | Monterrey, Nuevo León            | Evento en vivo | 29 de enero de 1978     | [ a ] [ 24 ]        |
| Los Brazos (máscara) (Brazo de Oro & Brazo de Plata)         | Danny Grimaldo & Tauro (máscara)                               | Naucalpan, Estado de México      | Evento en vivo | 21 de febrero de 1979   | [ 24 ]              |
| Los Brazos (máscara) (Brazo de Oro & Brazo de Plata)         | Los Wrestling (I & II) (máscara)                               | Ciudad de México                 | Evento en vivo | 12 de julio de 1981     | [ 24 ] [ 25 ]       |
| Los Brazos (máscara) (Brazo de Oro & Brazo de Plata)         | Enfermero II & Flama Azul (máscara)                            | Ciudad de México                 | Evento en vivo | 22 de agosto de 1982    | [ b ] [ 3 ] [ 24 ]  |
| Brazo de Oro (máscara)                                       | Orión (máscara)                                                | Pachuca, Hidalgo                 | Evento en vivo | 27 de febrero de 1983   | [ 15 ] [ 24 ]       |
| Brazo de Oro (máscara)                                       | Babe Face (cabellera)                                          | N/A                              | Evento en vivo | agosto de 1985          | [ 15 ] [ 24 ]       |
| Brazo de Oro (máscara)                                       | Ultraman (máscara)                                             | Tijuana, Baja California         | Evento en vivo | 3 de septiembre de 1987 | [ 15 ] [ 24 ]       |
| Los Villanos (máscara) (Villano I, Villano IV & Villano V)   | Los Brazos (máscara) (El Brazo, Brazo de Oro & Brazo de Plata) | Monterrey, Nuevo León            | Evento en vivo | 21 de octubre de 1988   | [ 12 ] [ 24 ]       |
| Brazo de Oro (cabellera)                                     | El Signo (cabellera)                                           | Ciudad de México                 | Evento en vivo | 28 de noviembre de 1990 | [ 15 ] [ 26 ]       |
| El Hijo del Santo (máscara)                                  | Brazo de Oro (cabellera)                                       | Naucalpan, Ciudad de México      | Evento en vivo | 13 de enero de 1991     | [ 27 ]              |
| Sangre Chicana (cabellera)                                   | Brazo de Oro (cabellera)                                       | Ciudad de México                 | Evento en vivo | 19 de junio de 1992     | [ 28 ]              |
| Brazo de Oro (cabellera)                                     | Troglodita (cabellera)                                         | Ciudad de México                 | Evento en vivo | 20 de diciembre de 1992 | [ 28 ]              |
| Brazo de Oro (cabellera)                                     | Popitekus (cabellera)                                          | Ciudad de México                 | Evento en vivo | 6 de noviembre de 1993  | [ 3 ] [ 29 ]        |
| El Brazo (cabellera)                                         | Brazo de Oro (cabellera)                                       | Ciudad de México                 | Evento en vivo | 31 de marzo de 1995     | [ c ] [ 24 ]        |
| Gran Markus Jr. (cabellera)                                  | Brazo de Oro (cabellera)                                       | Ciudad de México                 | Evento en vivo | 24 de abril de 1998     | [ 30 ] [ 31 ]       |
| Los Brazos (cabellera) (El Brazo de Oro & Brazo Cibernético) | Las Bestias Negras (cabellera) (Bestia Negra I, II & III)      | Celaya, Guanajuato               | Evento en vivo | 22 de abril de 1999     | [ 32 ]              |
| El Satánico (cabellera)                                      | Brazo de Oro (cabellera)                                       | Ciudad de México                 | Evento en vivo | 29 de noviembre de 1999 | [ 32 ]              |
| Brazo de Oro (cabellera)                                     | Valentín Mayo (cabellera)                                      | Ciudad de México                 | Evento en vivo | 11 de mayo de 2000      | [ 33 ]              |
| El Signo (cabellera)                                         | Brazo de Oro (cabellera)                                       | Oaxaca, Oaxaca                   | Evento en vivo | 11 de febrero de 2001   | [ 34 ]              |
| Negro Navarro (cabellera)                                    | Brazo de Oro (cabellera)                                       | Nezahualcóyotl, Estado de México | Evento en vivo | 1 de junio de 2001      | [ 34 ]              |
| Brazo de Oro (cabellera)                                     | Toro Salvaje (cabellea)                                        | Tuxtla Gutiérrez, Chiapas        | Evento en vivo | diciembre de 2001       | [ 34 ]              |
| Villano III (máscara)                                        | Brazo de Oro (cabellera)                                       | Naucalpan, Estado de México      | Evento en vivo | 8 de agosto de 2002     | [ 35 ]              |
| Nitro (máscara)                                              | Brazo de Oro (cabellera)                                       | Tlalnepantla, Estado de México   | Evento en vivo | 16 de abril de 2003     | [ d ] [ 36 ]        |
| Los Brazos (cabellera) (Brazo de Oro & Super Brazo)          | Bestial & Impacto (cabellera)                                  | Cuernavaca, Morelos              | Evento en vivo | 15 de enero de 2004     | [ 37 ]              |
| Villano III (cabellera)                                      | Brazo de Oro (cabellera)                                       | N/A                              | Evento en vivo | 11 de julio de 2004     | [ e ] [ 35 ] [ 37 ] |
| Villano IV (máscara)                                         | Brazo de Oro (cabellera)                                       | Acapulco, Guerrero               | Evento en vivo | 20 de noviembre de 2004 | [ f ] [ 37 ]        |
| Villano III (cabellera)                                      | Brazo de Oro (cabellera)                                       | Querétaro                        | Evento en vivo | 3 de enero de 2006      | [ 35 ] [ 38 ]       |
| César Dantes (cabellera)                                     | Brazo de Oro (cabellera)                                       | Guadalajara, Jalisco             | Evento en vivo | 16 de julio de 2007     | [ g ] [ 39 ]        |
| Exterminador (cabellera)                                     | Brazo de Oro (cabellera)                                       | Guadalajara, Jalisco             | Evento en vivo | 7 de diciembre de 2007  | [ 39 ]              |

Notas
1. ↑  Perdieron una lucha de Relevos suicidas contra Señor Tormenta & Jungla Negra II.
2. ↑  Finales de un torneo de 24 hombres.
3. ↑  Lucha triangular que también incluyó a Brazo de Plata.
4. ↑  Esta fue un Steel Cage match en la que también participaron Pierroth Jr., Violencia, Brazo de Oro Jr. y Brazo de Plata.
5. ↑  Perdedores de un combate la semana anterior contra Shocker & Perro Aguayo Jr.
6. ↑  Parte de un Steel Cage match entre Los Brazos y Los Villanos.
7. ↑  Esta fue un Steel Cage match en la que también participaron Brazo de Platino, Super Brazo, Danger y Asesino Negro.